# The Last Five Years (film)
Pour l’article homonyme, voir The Last Five Years.
Pour plus de détails, voir Fiche technique et Distribution.
The Last Five Years est un film musical américain coproduit, écrit et réalisé par Richard LaGravenese et sorti en 2014.
Le film est entièrement chanté. Toutes les chansons de Cathy commencent au moment de la séparation puis remontent chronologiquement dans le temps ; toutes les chansons de Jamie suivent l'ordre chronologique depuis leur rencontre. Les deux lignes chronologiques se rejoignent au milieu du film lors de la demande en mariage.

## Synopsis
Cathy vient de se faire quitter par Jamie. Leur relation n'aura duré que cinq ans, mariage compris. Cathy est une jeune actrice en mal de succès, Jamie en a bénéficié dès la parution de son premier roman, mais le succès lui est monté à la tête. Le film retrace, dans le désordre, leur parcours commun.

## Fiche technique
- Titre original : The Last Five Years
- Réalisation : Richard LaGravenese
- Scénario : Richard LaGravenese d'après la comédie musicale The Last Five Years de Jason Robert Brown
- Décors : Michael Fitzgerald
- Direction artistique : Sorangel Fersobe
- Costumes : Ciera Wells
- Montage : Sabine Hoffmann
- Musique : Jason Robert Brown
- Photographie : Steven Meizler
- Son : Benjamin Cheah
- Production : Janet Brenner, Kurt Deutsch, Richard LaGravenese et Lauren Versel
- Sociétés de production :
- Sociétés de distribution :  The Weinstein Company
- Pays d’origine :  États-Unis
- Budget :
- Langue : Anglais
- Durée : 94 minutes
- Format :
- Genre : Film musical
- Dates de sortie :
- Canada : 7 septembre 2014 (festival international du film de Toronto 2014)
  -  États-Unis : 13 février 2015

## Distribution
- Anna Kendrick  : Cathy Hyatt
- Jeremy Jordan : Jamie Wellerstein
- Natalie Knepp : Alise Michaels
- Nic Novicki : Karl
- Sherie Rene Scott
- Alan Simpson : Ryan James
- Randy Redd

## Distinctions

### Nominations et sélections
- Festival international du film de Toronto 2014 : sélection « Special Presentations »